# آوریماس لانکاس
آوریماس لانکاس (لیتوانیایی: Aurimas Lankas؛ زادهٔ ۷ سپتامبر ۱۹۸۵) قایقران کانو اهل لیتوانی است.